# Cratere Pinglo
Pinglo  è un cratere sulla superficie di Marte.